# كاكودا (مياغي)
مدينة كاكودا (بالإنجليزية: Kakuda)‏ هي أحد المدن التابعة لمحافظة مياغي. تأسست رسميًا في 01/10/1958. ويقدر عدد سكانها بـ 32559 نسمة حسب تقدير مكتب الإحصاء الياباني لعام 2012. تبلغ مساحة كاكودا 147.58 كم2. بكثافة سكانية تبلغ 221 نسمة/كم2.

## توأمة
لكاكودا (مياغي) اتفاقيات توأمة مع:
- كورياما (26 أغسطس 1978 - )

## أعلام
- شينيتشي إيتو